# Luiz Eduardo Purcino
Luiz Eduardo Purcino (* 29. Dezember 1988), auch Dudu genannt, ist ein ehemaliger brasilianischer Fußballspieler.

## Karriere
Luiz Eduardo Purcino stand bis 2009 bei AA Caldense in Poços de Caldas im brasilianischen Bundesstaat Minas Gerais unter Vertrag. Wo er vorher gespielt hat, ist unbekannt. 2010 ging er nach Asien. Hier unterschrieb er in Thailand einen Vertrag bei Buriram United. Der Verein aus Buriram spielte in der ersten Liga des Landes, der Thai Premier League. 2010 feierte er mit Buriram die Vizemeisterschaft. 2011 wechselte er zum Erstligaaufsteiger Sriracha FC nach Si Racha. Am Ende der Saison musste der Verein wieder den Weg in die Zweitklassigkeit antreten. Nach dem Abstieg verließ er den Verein und schloss sich dem Erstligisten Osotspa-Saraburi FC an. Für den Verein schoss er zehn Tore in der ersten Liga. Der Zweitligist Phuket FC verpflichtete ihn in der Saison 2013. Mit Phuket spielte er in der zweiten Liga, der Thai Premier League Division 1. 2014 wechselte er wieder in die erste Liga. Hier nahm ihn der Bangkoker Verein Police United unter Vertrag. Am Ende der Saison musste er mit Police in die zweite Liga absteigen. Für Police absolvierte er 13 Erstligaspiele. Von 2015 bis Mitte 2017 spielte er in der dritten Liga. Hier spielte er für den Phanthong FC aus Si Racha. Im Juni 2017 zog es ihn nach Malaysia. Hier unterschrieb er einen Vertrag bei MISC-MIFA. Mit dem Verein aus Petaling Jaya spielte er in der zweiten Liga, der Malaysia Premier League. 2018 ging er auf die Malediven, wo er sich in Malé für ein Jahr den Club Eagles anschloss. Nach Kambodscha wechselte er Anfang 2019. Hier nahm ihn Boeung Ket Angkor unter Vertrag. Der Verein aus der Provinz Kampong Cham spielte in der ersten Liga, der Cambodian League. 2019 gewann er mit dem Klub den Hun Sen Cup. Das Endspiel gegen Preah Khan Reach Svay Rieng gewann man nach Elfmeterschießen. Am 1. Januar 2020 wurde sein Vertrag aufgelöst.

## Erfolge
Buriram United
- Thai Premier League: 2010 (Vizemeister)

Boeung Ket Angkor
- Hun Sen Cup: 2019